# Robert Fludd

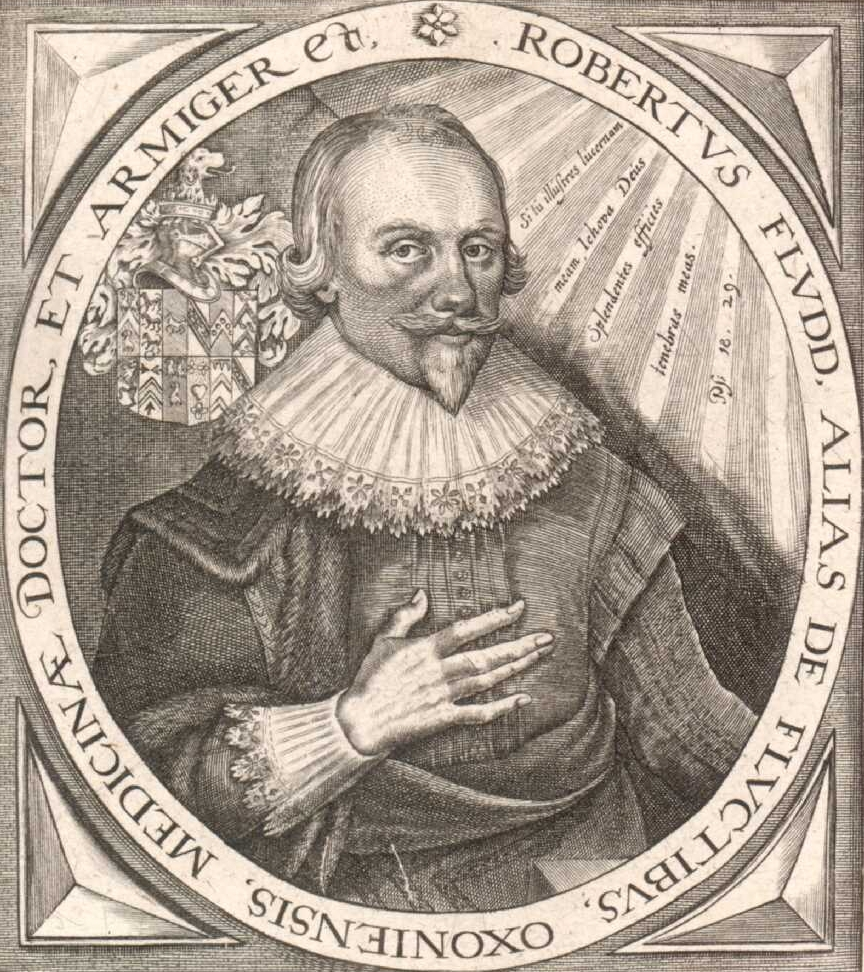
Robert Fludd

Robert Fludd of Robertus de Fluctibus (Kent, 8 september 1574 - Londen, 1637) was een Brits natuurkundige, astroloog en mysticus. Fludd speelde een rol in de geschiedenis van de Rozenkruisersbeweging door met zijn in 1617 verschenen Tractatus apologeticus het gedachtegoed van de Societas Roseae Crucis te verdedigen. Tussen 1598 en 1604 studeerde Fludd geneeskunde, scheikunde en het occulte op het Europese vasteland, maar hij is vooral bekend door zijn onderzoek in de occulte filosofie.

## Leven
Robert Fludd werd in 1574 geboren in Milgate House, in de parochie van Bearsted in het graafschap Kent. Jammer genoeg zijn vroegere doopregisters van die parochie verdwenen. De kerk van die parochie waar Fludd en zijn voorouders werden begraven in de 'Milgate kapel' ligt vlak bij het huidige station van Bearsted. De familie was van Welshe oorsprong en kwam uit Shropshire. Aan het begin van koningin Elizabeths regering droeg een zekere George Stonehouse van Milgate de rechten voor het landgoed over aan Thomas Fludd, toen nog 'esquire' (schildknaap), die later geridderd zou worden. Sir Thomas Fludd stierf op 30 maart 1607. Zijn zoon zou, net als voor zijn moeder Elizabeth Andros, een monument voor hem laten oprichten in de kapel van Milgate. Uit de inscriptie op het monument blijkt dat Robert de vijfde was 'of the sons that lived' (van de zonen die in leven bleven). Robert Fludd leek ook fier te zijn op zijn afkomst van een ridder, want hij zei liever zijn universitaire doctorsgraad te verliezen dan het adeldom.
Op zeventienjarige leeftijd verloor Fludd zijn moeder en datzelfde jaar schreef hij zich in voor de Universiteit van Oxford. Hij behaalde zijn B.A.-graad (in 'Arts') op 3 februari 1596-97 en zijn M.A. op 8 juli 1598. Zijn jaren bij St. John's maakten een grote indruk op hem, en hij bleef "te allen tijde een trouw en gehecht vriend en lid van de Kerk van Engeland." Nadien studeerde hij nog natuurkunde (physic) en maakte vervolgens gedurende bijna 6 jaar reizen naar Frankrijk, Spanje, Italië en Duitsland. In de meeste van die landen maakte hij kennis met edelen die hij ook onderricht gaf. In Rome ontmoette hij Gruterus die een grote invloed op hem zou uitoefenen. Hij was als doctor afgestudeerd aan de universiteit van Leiden, was een enthousiast verzamelaar en uitgever van boeken en had zich gespecialiseerd in wiskunde, mechanica en de uitvinding van machines. Hij vertrouwde Fludd een aantal van zijn eigen recepten toe om zieken beter te maken, daarbij gebruikmakend van de stand van planeten en de gestalten van de maan. Terug in Engeland behaalde Fludd zijn 'degree in Medicine' (M.D.) op 16 mei 1605.
Toen hij voor een examen voor het College van artsen verscheen op 7 februari 1607, maakte hij met zijn minachting voor Galenus en dweperij met de Rozenkruisers niet zo'n goede indruk. Pas na meerdere examens werd hij ten slotte op 20 september 1609 toegelaten als 'Fellow of the College' zodat hij een praktijk als arts in Londen, Fenchurch Street, kon beginnen.
Robert Fludd huwde nooit en liet geen erfgenamen na.

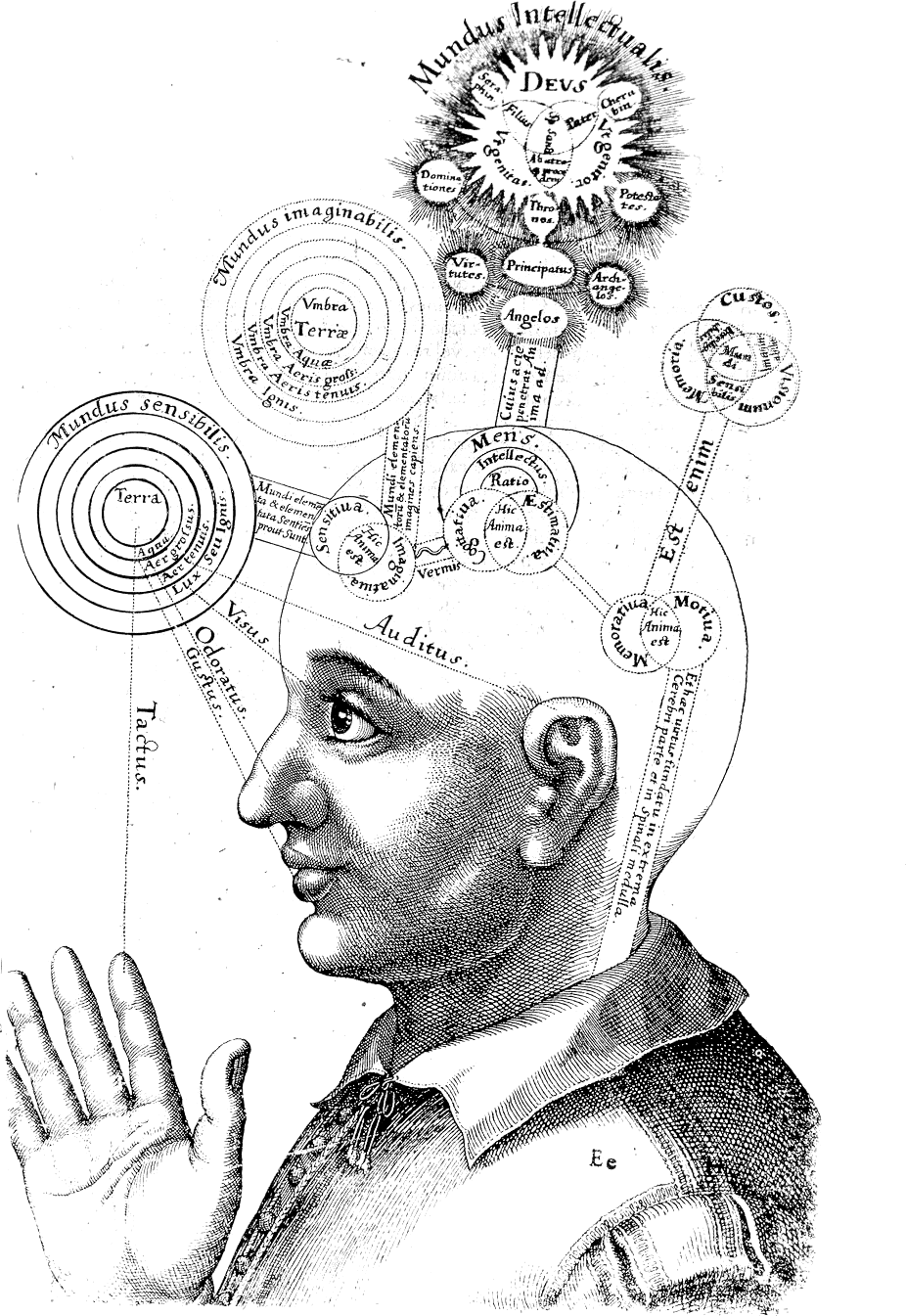
De mens en de macrokosmos
Robert Fludd (1574-1637): Utriusque cosmi maioris
scilicet et minoris metaphysica, physica atque technica histori. Oppenheim, 1619.

## Filosofisch systeem
Op zijn reizen in Europa leerde hij de geschriften van Paracelsus kennen. Hij keerde vervolgens terug naar Oxford, werd lid van Christ Church, behaalde zijn medische graad, en werd uiteindelijk een fellow van het College van Artsen. Hij praktiseerde met succes in Londen, al wordt gezegd dat hij zuiver medische behandeling vermengde met een groot deel geloofsgenezing. Paracelsus navolgend, trachtte hij een filosofisch systeem te vormen, gebaseerd op zowel het fysieke als het geestelijke.
Volgens Fludd was God het begin, de som van alle dingen waar alles uit voortkwam, en alles zou ook tot God weerkeren. De daad van de schepping betekende een scheiding van het actieve principe (licht) van het passieve (duisternis) binnen de goddelijke eenheid. Het universum was samengesteld uit drie werelden:
1. de archetypische wereld (God)
2. de macrokosmos (de wereld)
3. de microkosmos (de mens)

De mens is de wereld in miniatuur. Al zijn lichaamsdelen corresponderen op een sympathische wijze met elkaar en werken op elkaar in. Voor de mens (en zelfs voor een mineraal en voor een plant) is het mogelijk om een transformatie te ondergaan en zo onsterfelijkheid te winnen. Fludds systeem kan omschreven worden als materialistisch pantheïsme. Allegorisch geïnterpreteerd, stelt hij het voor als drager van de ware betekenis van het christendom zoals het eerst door God aan Adam en de patriarchen is geopenbaard en daarna een tweede keer door Christus.
Het idee van de mogelijkheid tot transformatie die elke materie bezit is typisch voor hermetisten en latere Rozenkruisers. Zij beweerden dat alle zichtbare dingen voortgebracht worden door de strijd tussen licht en duisternis, en dat elk stofdeeltje een vonk van goddelijke essentie in zich heeft. Robertus de Fluctibus zegt het als volgt:
"Dus hebben alle mineralen door deze levensvonk in rudimentaire vorm de mogelijkheid in zich om planten en groeiende organismen te worden; dus hebben alle planten rudimentaire gewaarwordingen die hen (in de loop der eeuwen) wellicht in staat zullen stellen zich te volmaken en om te zetten in zich bewegende nieuwe wezens."— Robert Fludd

## Werk
Robert Fludd verklaarde zich openlijk een adept van de Rozenkruisers. Met zijn expertise van de alchemie citeerde hij vaak uit Ficino's vertaling van de Hermetica en riep Hermes Trismegistos uit tot 'de goddelijkste van alle filosofen'
Zijn filosofie wordt uiteengezet in Utriusque Cosmi, Maioris scilicet et Minoris, Metaphysica, Physica, atque Technica Historia (De metafysische, fysieke en technische geschiedenis van de twee werelden, namelijk de grotere en de kleinere), gepubliceerd in Frankfurt tussen 1617 en 1621 door Theodor De Bry de jongere. Het is prachtig geïllustreerd met etsen van Matthew Merian, wat zeker veelvuldige herdrukken stimuleerde. Volgens Frances Yates reflecteert zijn 'geheugensysteem' (dat ze in detail beschrijft in The Art of Memory, pp. 321–341) het grondplan van Shakespeare's Globe Theatre (The Art of Memory, hoofdstuk XVI). Fludd was immers een enthousiast liefhebber van architectuur , en was met name geïnteresseerd in het ontwerpen van theaters. Volgens zijn visie kon het podium van een theater beschouwd worden als de 'microkosmos' die de 'macrokosmos' daarbuiten weerspiegelde.
In 1618, schreef Fludd 'Musica mundana' (Mundane Muziek), dat zijn theorieën over de muziek beschreef, waaronder zijn mundane (ook bekend als "goddelijk" of "hemelse") 'monochord'.
In 1630 presenteerde Fludd een aantal perpetuum mobile machines. Anderen probeerden in de jaren 1870 octrooi te verkrijgen op varianten van Fludds machine. Het werkte door recirculatie, middels een waterrad en een Schroef van Archimedes. Het apparaat pompte het water terug in zijn eigen voorraadtank.
Fludd was de eerste die de circulatie van het bloed behandelde en daarbij ook tot de juiste conclusie kwam. Zijn conclusie was gebaseerd op de microkosmos-macrokosmos analogie, een theorie waarin alle gebeurtenissen in de microkosmos (de mens) worden beïnvloed door de macrokosmos (de hemel). Zijn theorie was dat het bloed moet circuleren, want het hart is als de zon en het bloed zoals de planeten die voortdurend in beweging zijn en, zoals in die tijd bekend was, om de zon draaiden. William Harvey verklaarde later de circulatie van bloed in modernere en experimentele termen, hoewel hij nog steeds verwees naar de microkosmos-macrokosmos analogie van Fludd.
Hoewel hij een vroom christen was, werden zijn boeken door de paus op de index gezet. Vanwege zijn activiteiten als student van het occulte en van de leringen van Paracelsus kreeg hij ook slechts laat toegang tot the Royal College of Physicians.

## Publicaties
- Tractatus apologeticus integritatem Societatis de Rosea Cruce defendens, Leiden 1617
- Tractatus theologico-philosophicus, Oppenheim 1617
- Utriusque cosmi maioris scilicet et minoris Metaphysica, physica atque technica Historia, (Metaphysik und Natur- und Kunstgeschichte beider Welten, nämlich des Makro- und des Mikrokosmos), 2 Bde., Oppenheim, Frankfurt 1617
- Tractatus secundus. De naturae simia seu technica macrocosmi historia, Oppenheim 1618, Frankfurt 1624
- Monochordium Mundi symphoniacum J. Kepplero oppositum, Frankfurt 1622
- Philosophia sacra et vera christiana seu Meteorologia cosmica, Frankfurt 1626
- Sophiae cum memoria certamen, 1629
- Clavis philosophiae et alchymiae, 1633
- Philosophia Moysaica, Gouda 1638, engl. Londen 1659.